# Tajungan
Tajungan is een bestuurslaag in het regentschap Bangkalan van de provincie Oost-Java, Indonesië. Tajungan telt 2200 inwoners (volkstelling 2010).